# 華旦才譲
華旦才譲 (かたんさいじょう、ホアダンツァイラン、チベット語: དཔལ་ལྡན།་ཚེ་རིང pal dan tshe ring、パルダンツェリン、2002年1月16日 - )は、中華人民共和国の野球選手。チベット族。現在は広東レパーズに所属している。アメリカ時代ではRoger Rangの名前が使われていた。

## 経歴
青海省海南チベット族自治州で生まれる。元々はサッカーのキーパーをしていたが、韓国人の田昌吉に見いだされて8歳の時に野球を始める。束草市出身の彼は青海師範大学に留学した際に石を投げて放牧を行うチベットの子どもの腕力の強さに気づき野球チームを設立していた。
2014年に協和民族第一小野球チームの一員として広東省中山市で開かれた全国少年野球大会に出場。チームはBグループ準優勝と優秀な成績を残した。
翌年、田昌吉の推薦もあり江蘇省無錫市にあるMLBデベロップメントセンター (MLBDC)に入学した。DC内ではRogerという英名で呼ばれていた。2016年のリトルリーグアジアパシフィック選手権では14歳以下 (pony)の中国代表に選出され、香港戦に登板した。2018年に南京で開かれたリトルリーグアジアパシフィック選手権U16 (colt)でも代表入りし、韓国戦で先発したが打ち込まれた。また、同年にオーストラリアン・ベースボールリーグ (ABL)とMLBDCとの提携に基づいて他4人の選手とともにアデレード・バイトに派遣された。
卒業後はアメリカに渡り、2021年末に全米短期大学体育協会（NJCAA）に所属するアリゾナ・ウェスタン大学に入学した。
2023年に帰国し、中国野球リーグの広東レパーズに入団した。また、同年秋に紹興市で行われる杭州アジア選手権大会野球競技の中国代表に選出され、
台湾戦で2回から救援登板、4回まで無失点に抑えたが5回に連続四球で満塁として降板、後続が押し出し点を与え3.1回1失点という結果となった。

## プレースタイル・人物
188cmの長身から投げ下ろす最速145kmの速球とカーブが武器。
競技を始める前は野球について一切の知識が無かったが、今はチベット人に野球を広めるという目標を持っている。

## 代表歴
- 2022年アジア競技大会（2023年、杭州）

- 2026年WBC予選（2025年、アメリカ）